# Salvator Rosa (Gomes)
Salvator Rosa és una òpera en quatre actes composta per Antônio Carlos Gomes sobre un llibret italià d'Antonio Ghislanzoni, basat en Masaniello d'Eugène de Mirecourt, que narra la vida del pintor Salvator Rosa i el líder Masaniello. S'estrenà al Teatro Carlo Felice de Gènova el 21 de març de 1874.
Salvator Rosa fa referència al pintor napolità del Seicento que, a més va ser poeta i músic, va treballar en la cort
dels Médici de Florència, a qui el llibretista Ghislanzoni (el d'Aida de Verdi i el de la Fosca del mateix Gomes) situa a Nàpols en l'època de la revolta popular contra els espanyols en Masaniello (1647), heroi operístic també d'Auber, Keiser i Telemann. La trama política s'entrecreua amb una altra sentimental protagonitzada per Salvator i Isabella, la filla del governador espanyol, el duc d'Arcos, enemic de Masaniello i Salvator. Tema molt verdià que permet a Gomes lluir-se tant en els moments heroics com en els lírics, amb pàgines d'enorme força i bellesa, tal com s'evidencia en les àries per a tenor, soprano i baix. Avalen aquest interès les gravacions efectuades en la seva època per Enrico Caruso i Claudia Muzio de Mia piccirella (cançoneta de Gennariello, transvestit personatge en la línia de l'Oscar verdià)
o la de Di sposo, di padre, ària del duc d'Arcos, de la qual es conserven precises lectures d'Adamo Didur, José Mardones i Mark Reizen.	